# ورزشگاه جاده پل ایمپینگتون
ورزشگاه جاده پل ایمپینگتون (به انگلیسی: Bridge Road) یک منطقهٔ مسکونی در بریتانیا است که در Histon and Impington واقع شده‌است.